# ديفيد بيرنير
ديفيد بيرنير (بالإنجليزية: David Bernier)‏ هو طبيب أسنان أمريكي، ولد في 21 يناير 1977 في Patillas, Puerto Rico ‏ في الولايات المتحدة.

## روابط خارجية
- ديفيد بيرنير على موقع أوليمبيديا (الإنجليزية)